# Кая Каллас
Кая Каллас (ест. Kaja Kallas; (18 червня 1977 , Таллінн, Естонська РСР ) — естонська та європейська політична діячка, прем'єр-міністр Естонії з 26 січня 2021 до 22 липня 2024 року. З 1 грудня 2024 року — Високий представник Європейського Союзу з питань закордонних справ і політики безпеки.
До роботи в уряді була лідером Партії реформ з 2018 року, депутатом Рійгікогу (2011—2014; 2019). Була депутатом Європейського парламенту з 2014 до 2018 року, представляючи Альянс лібералів і демократів за Європу. До обрання до парламенту працювала юристом, спеціалізувалась на європейському й естонському антимонопольному законодавстві.

## Життєпис
Народилася в Таллінні 18 червня 1977, донька 14-го прем'єр-міністра Естонії та єврокомісара Сііма Калласа. Під час радянських депортацій з Естонії її матір Крісті, якій на той момент було 6 місяців, було депортовано до Сибіру разом із матір'ю та бабусею у вагоні для перевезення худоби, і вона жила там у засланні до 10 років. Дідом Каллас був Едуард Алвер, один із засновників Естонії 24 лютого 1918 року і перший начальник поліції Естонії з 1918 по 24 травня 1919 року.
У 1995 році вона склала іспит на атестат зрілості. Каллас закінчила юридичний факультет Тартуського університету у 1999 році й здобула ступінь бакалавра права. З 2007 року навчалася в Естонській школі бізнесу, одержавши в 2010 році ступінь EMBA (Виконавчого магістра ділового адміністрування) з економіки.

## Кар'єра
У 1999 році Каллас була членом Естонської колегії адвокатів, а у 2002 році ― адвокат, партнеркою юридичної фірми Luiga Mody Hääl Borenius and Tark & Co, була тренеркою в Естонській школі бізнесу. Член Європейського антимонопольного альянсу. 2011 року отримала статус неактивного члена Естонської колегії адвокатів. У листопаді 2018 року Каллас опублікувала свої мемуари «MEP: 4 aastat Euroopa Parlamendis» (Євродепутатка: Чотири роки в Європейському парламенті), в яких вона описує своє життя і роботу в Брюсселі з 2014 по 2018 рік.

## Політика

### Депутат Рійгікогу (2011—2014)
У 2010 році Каллас вступила до Партії реформ Естонії. У 2011 році вона балотувалася до Рійгікогу від повітів Гар'юмаа і Рапламаа, набравши 7157 голосів. Депутат Рійгікогу XII скликання, з 2011 по 2014 рік очолювала парламентський комітет з економічних питань.

### Депутат Європейського парламенту (2014—2018)
На виборах 2014 року Каллас балотувалася до Європарламенту й отримала 21 498 голосів. У Європейському парламенті Каллас входила до Комітету з промисловості, досліджень та енергетики і тимчасово входила до Комітету з внутрішнього ринку та захисту споживачів. Вона була заступницею голови делегації в Комітеті парламентського співробітництва між ЄС та Україною, а також членом делегації у Парламентській асамблеї Євронест і делегації з питань відносин зі США.
Каллас була членом Інтергрупи Європейського парламенту з питань цифрового порядку денного і заступницею голови Молодіжної Інтергрупи.
Під час перебування в парламенті Каллас працювала над стратегією єдиного цифрового ринку, енергетичної та споживчої політики, а також над відносинами з Україною. Зокрема вона захищала права малих та середніх підприємств (МСП), підтримуючи ідею, що кордони в цифровому світі перешкоджають появі інноваційних компаній. Вона є прихильницею інновацій та часто підкреслює, що правила не можуть і не повинні перешкоджати технологічній революції.
Каллас виступала як доповідачка з шістьма доповідями: думки про так зване регулювання електронної конфіденційності, правила цивільного законодавства щодо робототехніки, річний звіт про політику конкуренції ЄС, про укладення нового курсу для споживачів енергії, законодавство про митні порушення і санкції та звіт про єдиний цифровий ринок за власною ініціативою.
Під час свого перебування в парламенті вона також була номінована на звання європейського молодого лідера (EYL40).

### Національна політика
13 грудня 2017 року керівник Партії реформ Ганно Певкур оголосив, що не балотуватиметься на посаду голови партії в січні 2018 року, і запропонував натомість балотуватися Каллас. Після розгляду пропозиції 15 грудня Каллас оголосила, що братиме участь у виборах керівництва.
3 березня 2019 року Партія реформ під керівництвом Каллас виграла вибори, набравши близько 29 % голосів, а панівна Центристська партія здобула 23 %.
25 січня 2021 року, після відставки Юрі Ратаса з поста прем'єр-міністра, Каллас сформувала очолюваний реформістами коаліційний уряд з Центристською партією, ставши першою жінкою — прем'єркою в історії Естонії.

### Прем'єр-міністр Естонії
26 січня 2021 року Каллас стала прем'єр-міністром Естонії, 14 липня 2022 року заявила про відставку і розпуск уряду, щоби почати формування нової коаліції.
18 липня Каллас було повторно призначено прем'єр-міністром, вона зібрали новий уряд, який мав працювати протягом восьми місяців, до наступних виборів до Рійгікогу у березні 2023 року. У березні Каллас було переобрано на посаду прем'єра. У липні Каллас подала у відставку з посади.

### Керівник Європейської дипломатії
Влітку 2024 року Каллас стала головним дипломатом ЄС, замінивши на цій посаді Жозепа Борреля. 1 грудня 2024 року Каллас прибула до Києва разом із Антоніу Коштою, Президентом Європейської ради.

## Родина
Одружена, мати трьох дітей.

## Відзнаки, нагороди та визнання

### Нагороди
- Великий хрест ордена Зірки Румунії (2021)[28]
- Командор Великий хрест Королівського ордена Полярної зірки (Швеція, 2023)[29]
- Орден князя Ярослава Мудрого II ст. (Україна, 24 квітня 2023) — за визначні особисті заслуги у зміцненні українсько-естонського міждержавного співробітництва, підтримку державного суверенітету та територіальної цілісності України[30][31]

### Визнання
- Кая потрапила до рейтингу найвпливовіших людей Європи (2025) за версією Politico. The Cassandra[32]

## Галерея

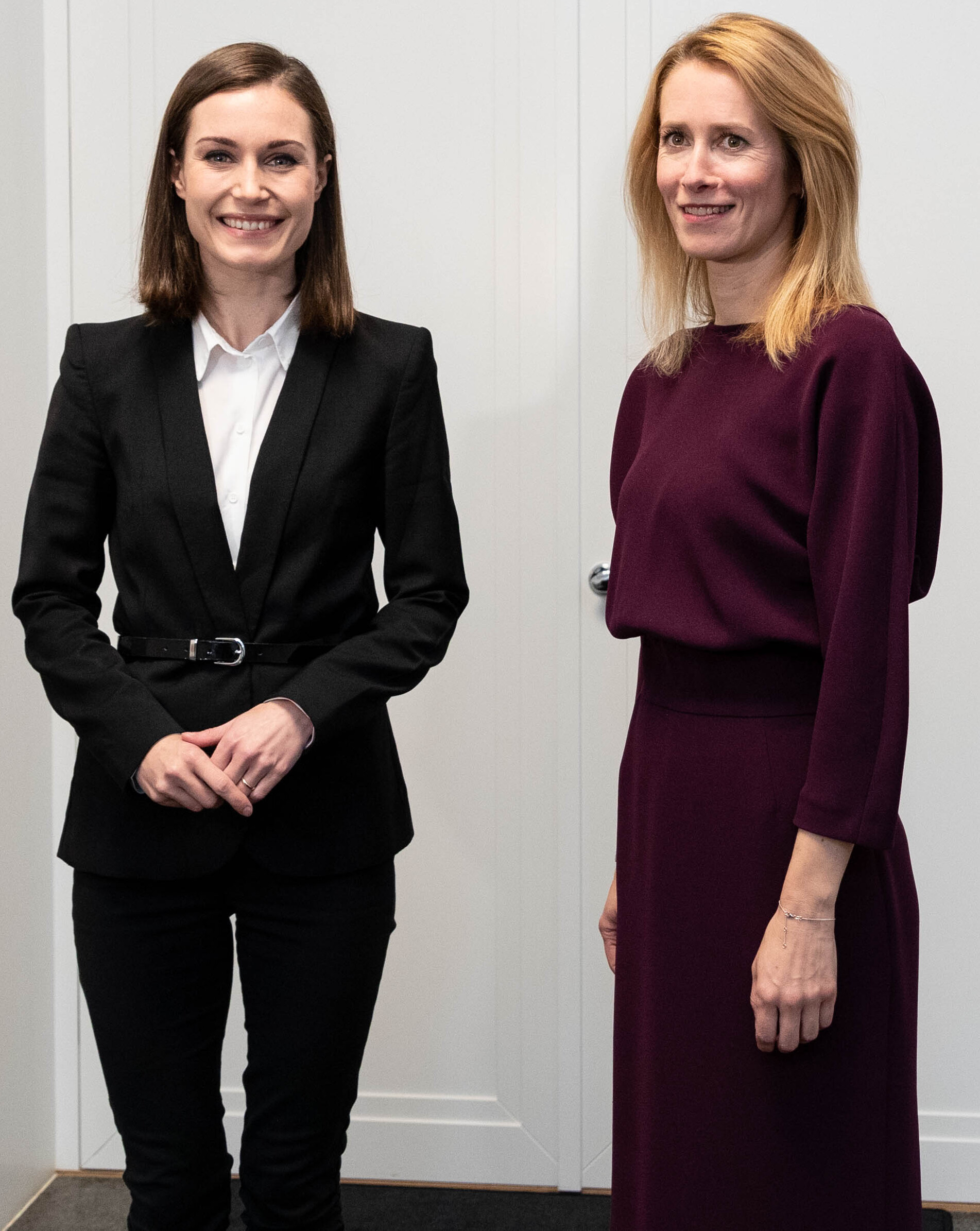
Каллас зустрілася з тодішньою прем'єр-міністеркою Фінляндії Санною Марін у Гельсінкі, 2021 рік
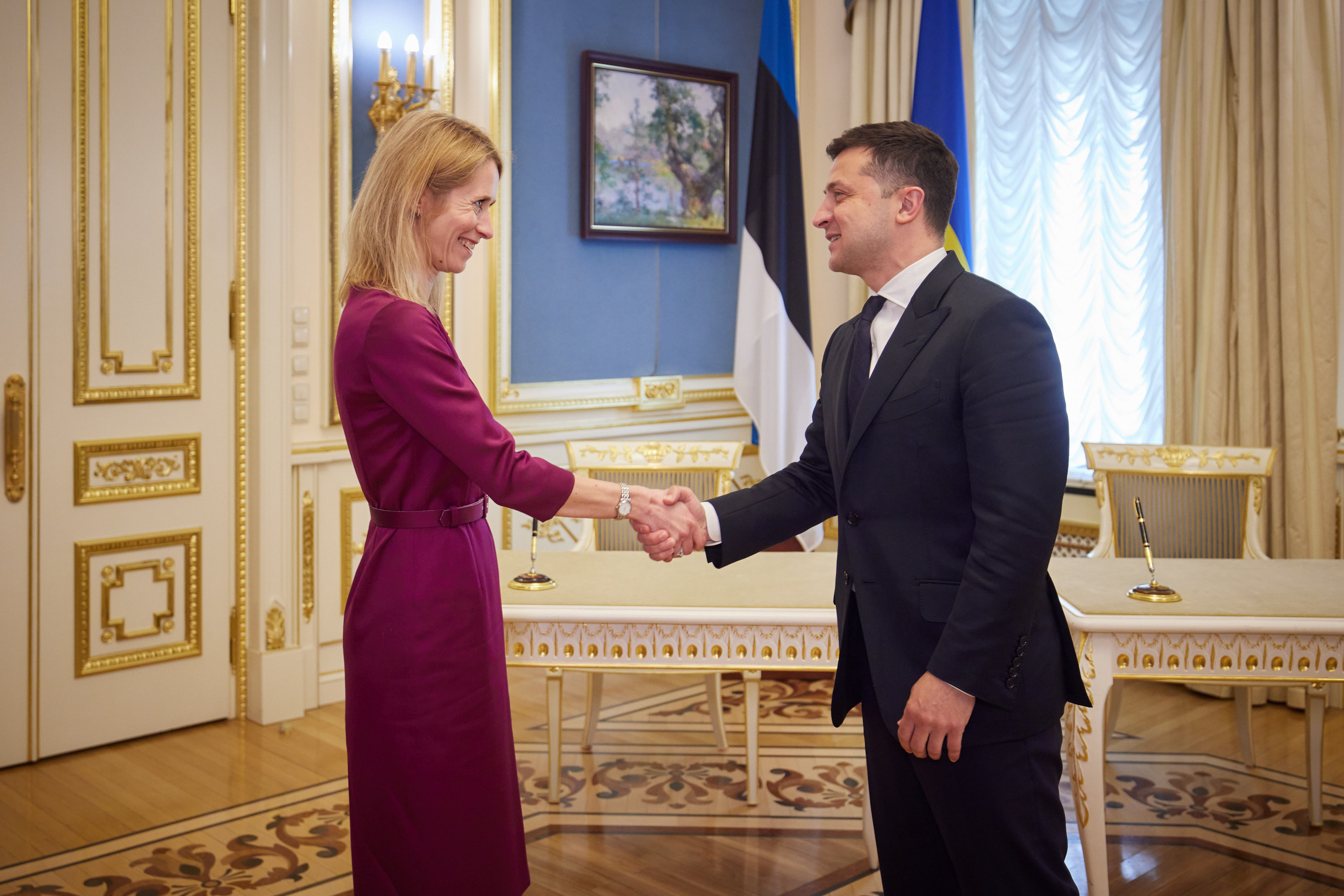
Зустріч Калласа з президентом України Володимиром Зеленським у Києві, 2021 рік
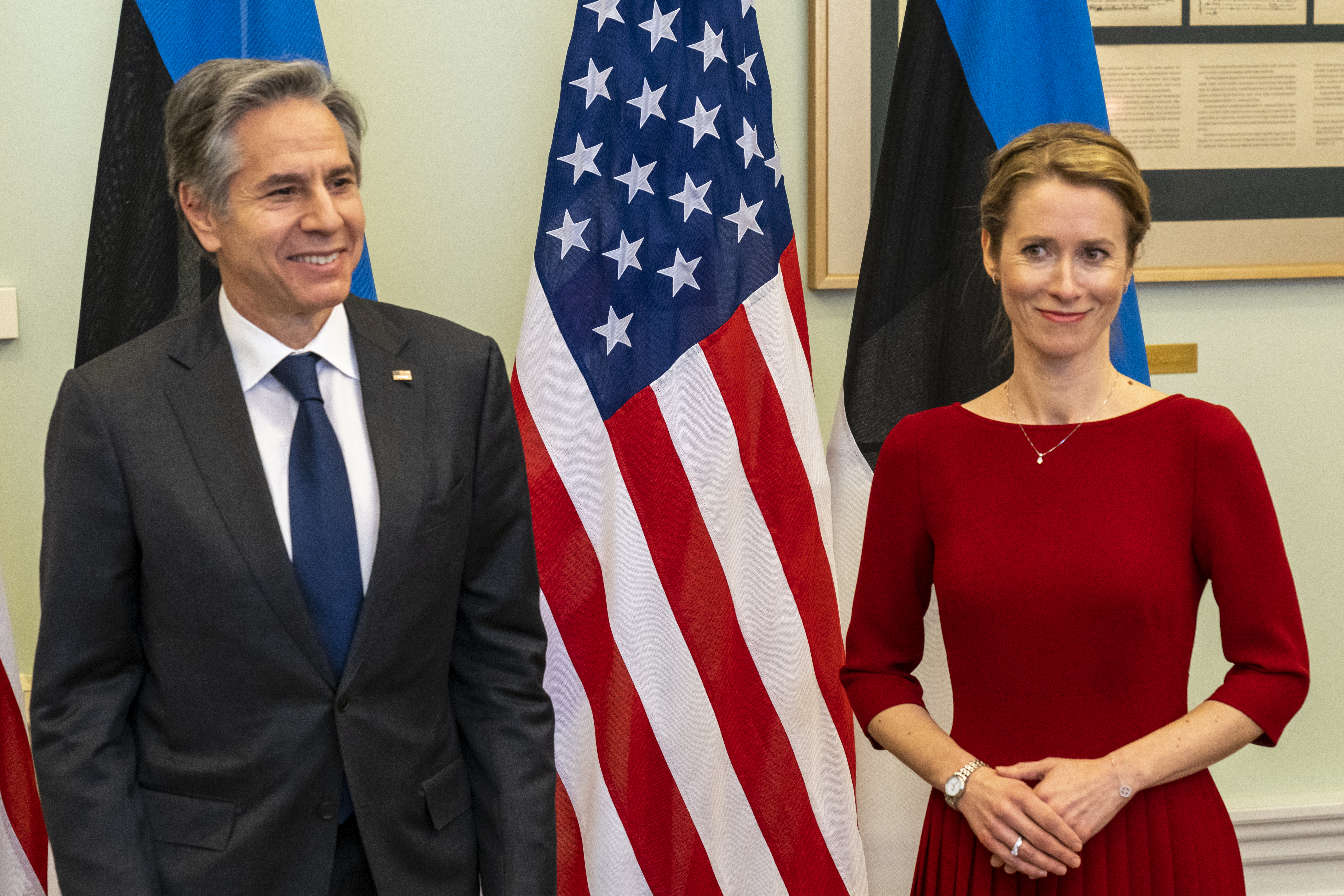
Зустріч Каллас з держсекретарем США Ентоні Блінкеном у Таллінні, 2022 рік
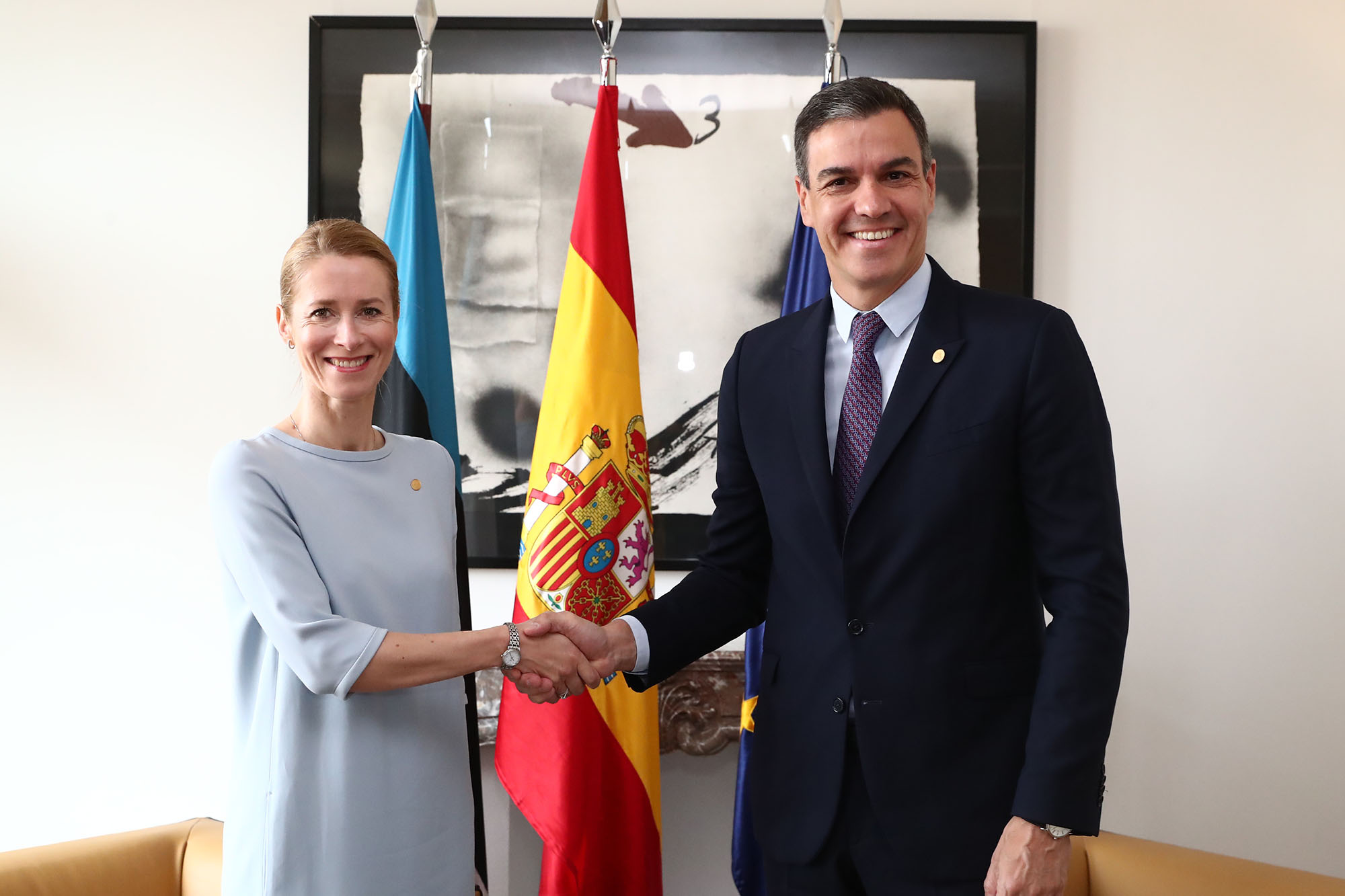
Каллас зустрілась з прем'єр-міністром Іспанії Педро Санчесом у Брюсселі, 2022 рік
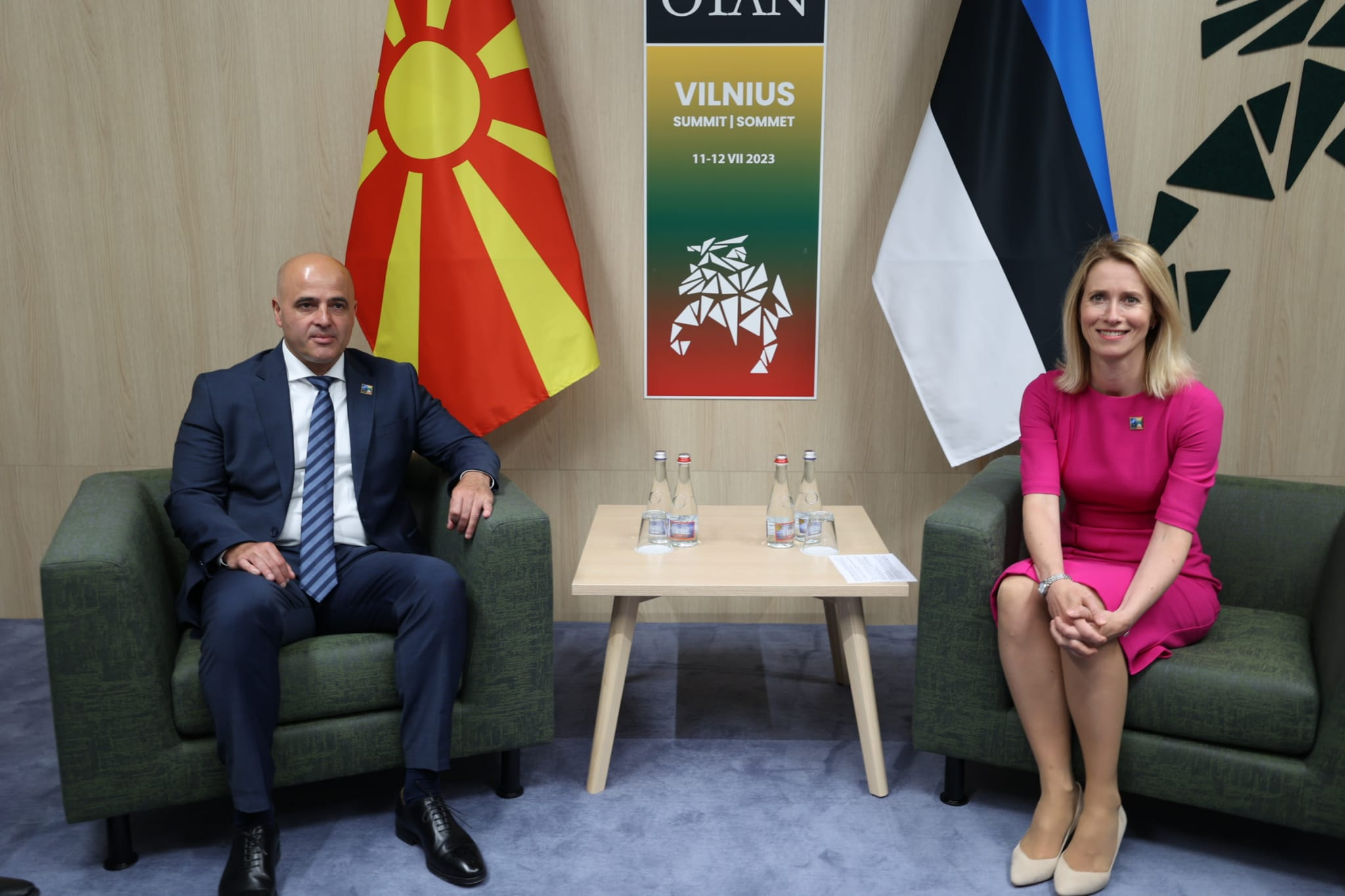
Каллас зустрілась з прем'єр-міністром Північної Македонії Дімітаром Ковачевським у Вільнюсі, 2023 рік
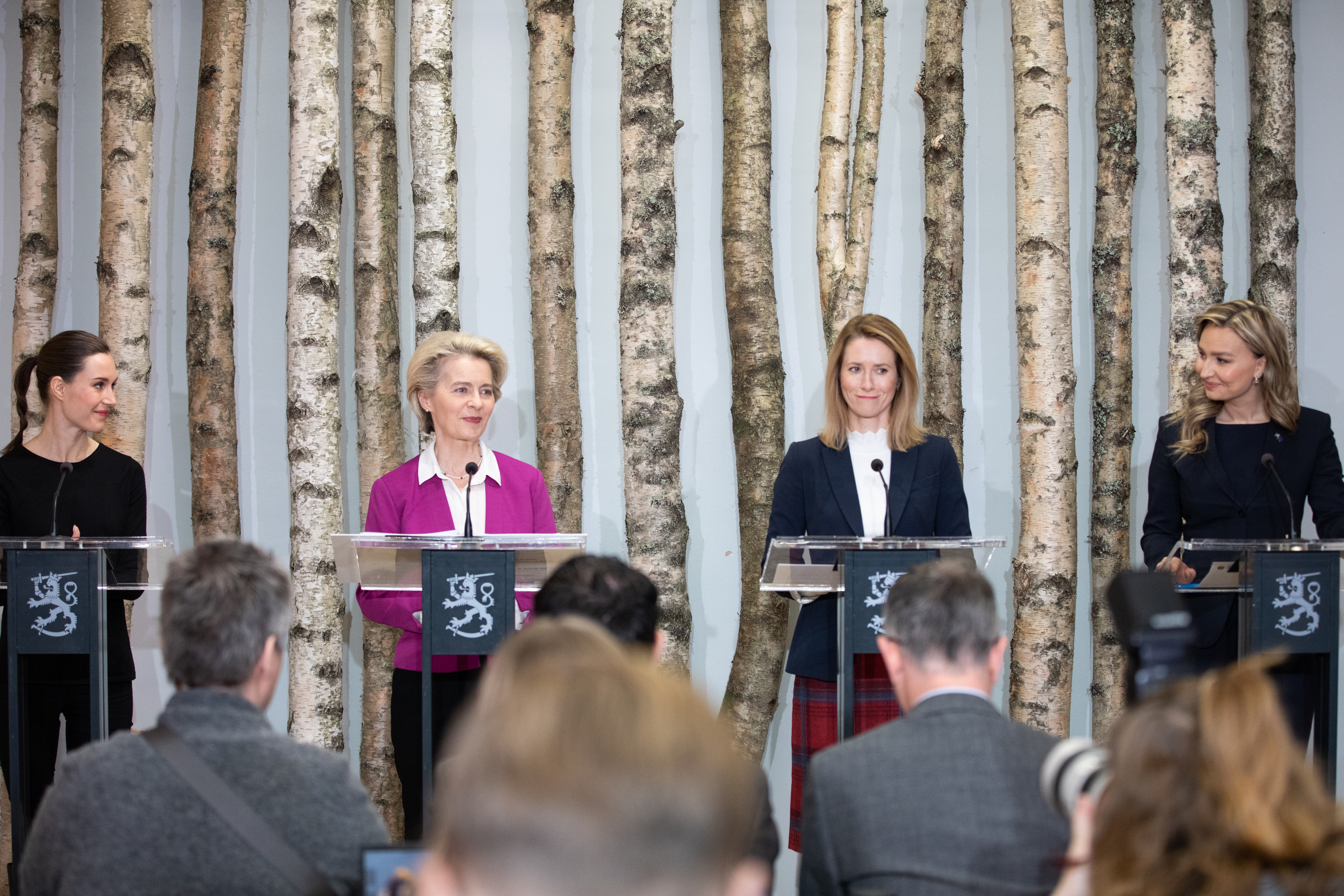
Каллас на зустрічі голів Північної Європи 24 листопада 2022
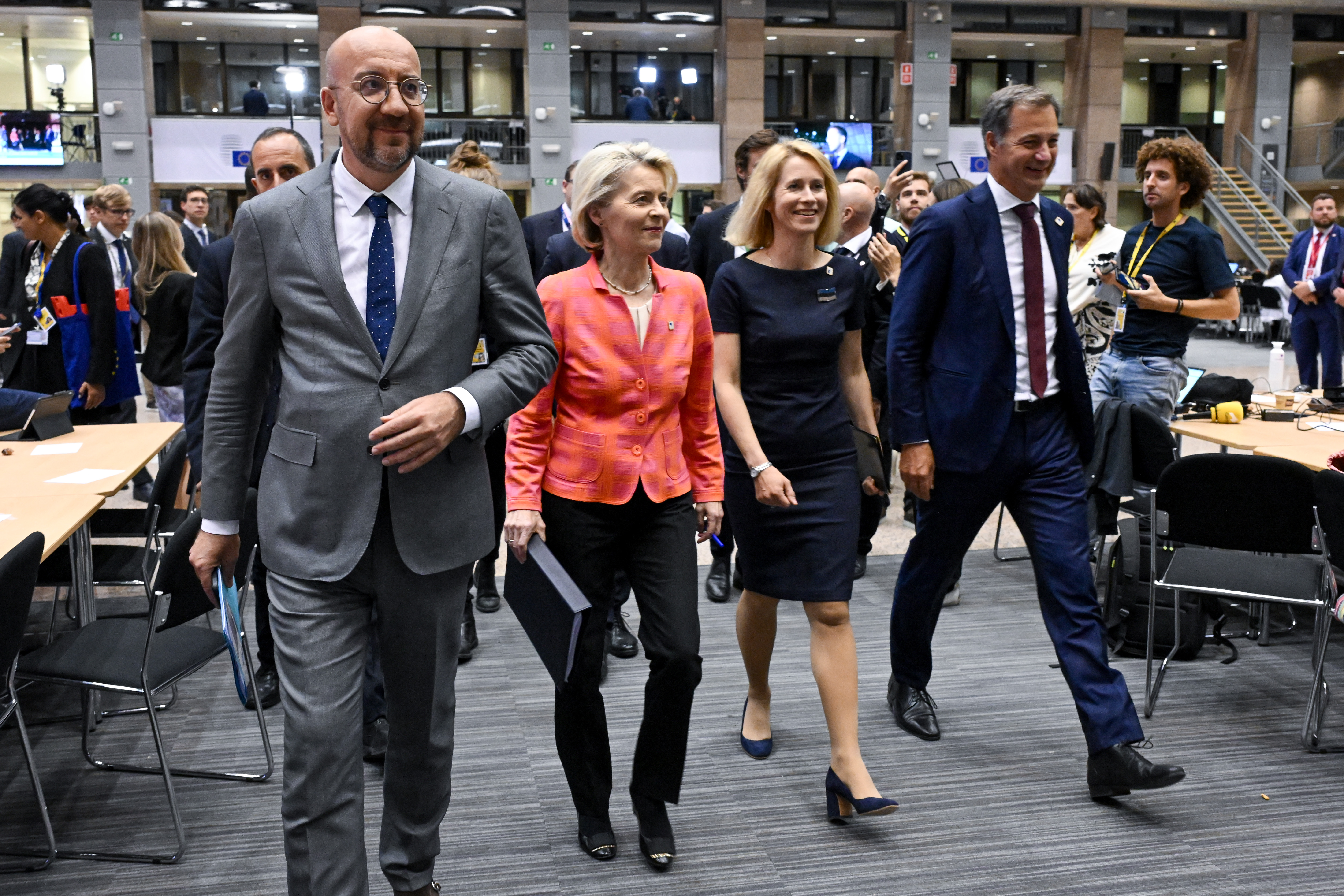
Каллас переходить на роботу до Єврокомісії Урсули фон дер Ляйен
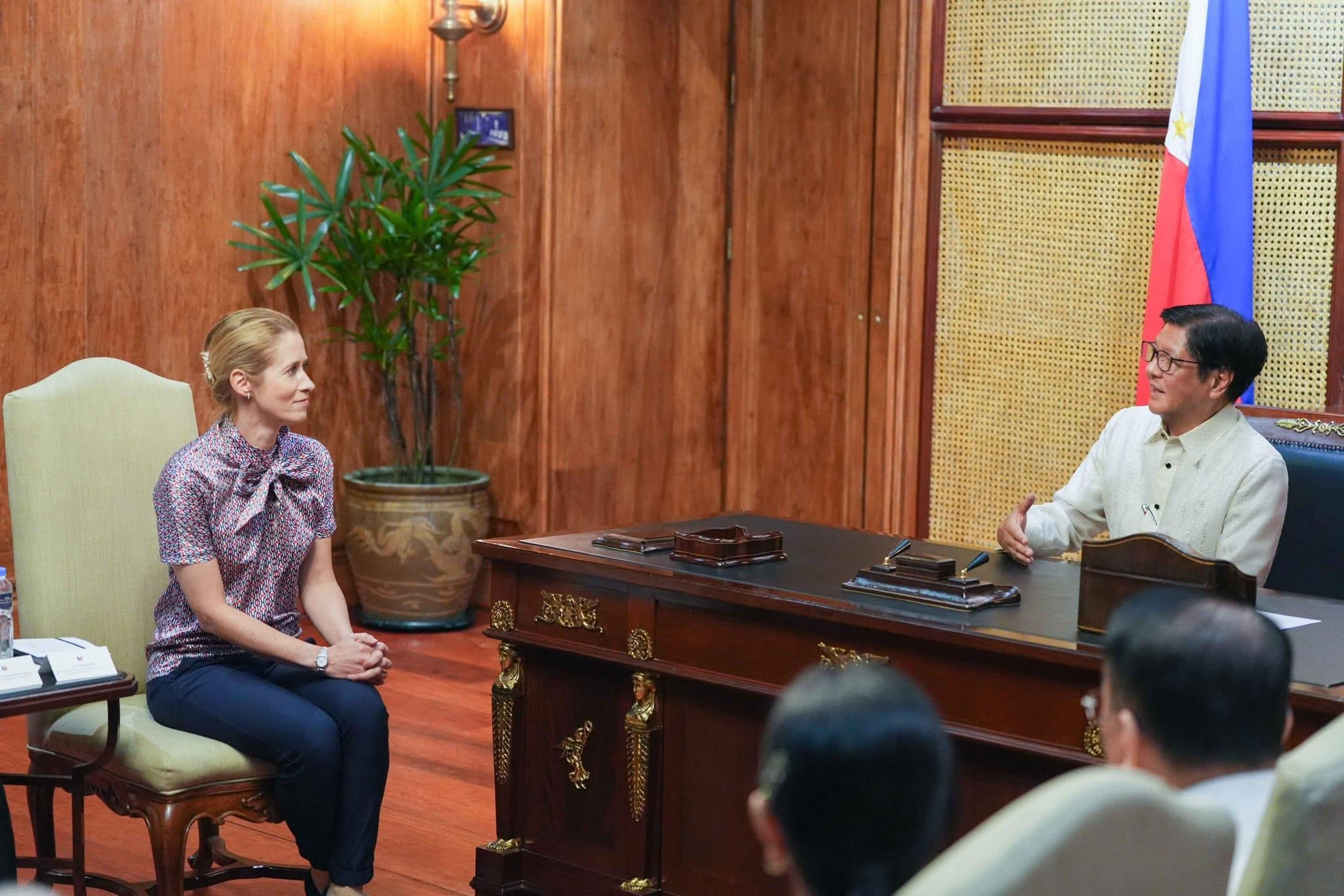
Каллас зустрілася з президентом Філіппін Бонгбонгом Маркосом у Манілі, 2025 pik